# Nomenclature des hétérocycles
En 1887, Arthur Hantzsch et J. H. Weber publient une des premières publications sur la nomenclature des hétérocycles. Une année plus tard, Oskar Widman (de) publie un article qui propose de manière indépendante une nomenclature des hétérocycliques basée sur les mêmes principes que ceux énoncés par Hantzsch. Une synthèse ainsi qu'une extension de ces méthodes ont été effectuées dans les années 1940. 
Cette nomenclature a été adoptée par l'UICPA en 1957 et est, depuis lors, révisée et complétée par une commission de l'UICPA.
Légende : 
(nombre de côtés ou de sommets du cycle, nombre de double liaison à l'intérieur du cycle) = (X,Y) + nom de l'analogue hydrocarbure

À chaque (X,Y), tableau avec le type de l'hétéroatome en colonne et nombre d'hétéroatome en ligne.
Dans le cas particulier d'un cycle (X,Y) contenant X hétéroatomes du même type, ce cycle n'est plus à proprement parler un hétérocycle - il ne contient plus d'atome de carbone - et dans le cas où ce cycle ne contient plus non plus d'atome d'hydrogène comme dans le tétraazète ou l'hexasélénane, il est alors avant tout un allotrope de cet hétéroatome (élément).

## Hétérocyclesà un seul type d'hétéroatome

### (3,0)
cyclopropane
| hétéroatome | N                   | P             | As         | O                 | S                     | Se                       |
| ----------- | ------------------- | ------------- | ---------- | ----------------- | --------------------- | ------------------------ |
| 1           | aziridine (azirane) | phosphirane   | arsirane   | oxirane (époxyde) | thiirane (épisulfure) | sélénirane (épisélénure) |
| 2           | diaziridine         | diphosphirane | diarsirane | dioxirane         | dithiirane            | disélénirane             |
| 3           | triaziridine        | -             | -          | trioxirane        | trithiirane           | -                        |

### (3,1)
cyclopropène
| hétéroatome | N                 | P             | As         | O       | S        | Se         | B        |
| ----------- | ----------------- | ------------- | ---------- | ------- | -------- | ---------- | -------- |
| 1           | azirine (azirène) | phosphirène   | arsirène   | oxirène | thiirène | sélénirène | borirène |
| 2           | diazirène         | diphosphirène | diarsirène | -       | -        | -          | -        |
| 3           | -                 | -             | -          | -       | -        | -          | -        |

### (4,0)
cyclobutane
| hétéroatome | N                                           | P                                   | As             | O                           | S                             | Se                                |
| ----------- | ------------------------------------------- | ----------------------------------- | -------------- | --------------------------- | ----------------------------- | --------------------------------- |
| 1           | azétidine (azétane)                         | phosphétane                         | arsétane       | oxétane                     | thiétane                      | sélénétane                        |
| 2           | 1,2-diazétidine (diazétane) 1,3-diazétidine | 1,2-diphosphétane 1,3-diphosphétane | 1,3-diarsétane | 1,2-dioxétane 1,3-dioxétane | 1,2-dithiétane 1,3-dithiétane | 1,2-disélénétane 1,3-disélénétane |
| 3           | -                                           | triphosphétane                      | -              | trioxétane                  | trithiétane                   | trisélénétane                     |
| 4           | -                                           | tétraphosphétane                    | -              | tétraoxétane                | tétrathiétane                 | -                                 |

### (4,1)
cyclobutène
| hétéroatome | N                           | P                              | As            | O                       | S                         | Se             |
| ----------- | --------------------------- | ------------------------------ | ------------- | ----------------------- | ------------------------- | -------------- |
| 1           | azétine                     | dihydrophosphète (phosphétine) | dihydroarsète | oxète                   | thiète                    | sélénète       |
| 2           | 1,2-diazétine 1,3-diazétine | dihydrodiphosphète             | -             | 1,2-dioxète 1,3-dioxète | 1,2-dithiète 1,3-dithiète | 1,2-disélénète |
| 3           | triazétine                  | dihydrotriphosphète            | -             | -                       | -                         | -              |
| 4           | -                           | dihydrotétraphosphète          | -             | -                       | -                         | -              |

### (4,2)
cyclobutadiène
| hétéroatome | N                       | P                               | As                        | O       | S        | Se |
| ----------- | ----------------------- | ------------------------------- | ------------------------- | ------- | -------- | -- |
| 1           | azète                   | phosphète                       | arsète                    | oxétium | thiétium | -  |
| 2           | 1,2-diazète 1,3-diazète | 1,2-diphosphète 1,3-diphosphète | 1,2-diarsète 1,3-diarsète | -       | -        | -  |
| 3           | triazète                | triphosphète                    | -                         | -       | -        | -  |
| 4           | tétraazète              | tétraphosphète                  | -                         | -       | -        | -  |

### (5,0)
cyclopentane
| hétéroatome | N                                                                         | P           | As               | O                                 | S                                   | Se                                |
| ----------- | ------------------------------------------------------------------------- | ----------- | ---------------- | --------------------------------- | ----------------------------------- | --------------------------------- |
| 1           | azolidine (azolane)                                                       | phospholane | arsénolidine     | tétrahydrofurane (oxolane)        | thiolane                            | sélénolane                        |
| 2           | 1,2-diazolidine (pyrazolidine) 1,3-diazolidine (imidazolidine)(diazolane) | -           | -                | 1,2-dioxolane 1,3-dioxolane       | 1,2-dithiolane 1,3-dithiolane       | 1,2-disélénolane 1,3-disélénolane |
| 3           | 1,2,3-triazolidine 1,2,4-triazolidine (1,2,4-triazolane)                  | -           | -                | 1,2,3-trioxolane 1,2,4-trioxolane | 1,2,3-trithiolane 1,2,4-trithiolane | 1,2,4-trisélénolane               |
| 4           | tétrazolidine (tétrazolane)                                               | -           | -                | tétraoxolane                      | tétrathiolane                       | tétrasélénolane                   |
| 5           | pentazolidine (cyclopentaazane ou pentazolane)                            | -           | cyclopentaarsine | pentaoxolane                      | pentathiolane                       | pentasélénolane                   |

### (5,1)
cyclopentène
| hétéroatome | N                                                                       | P                                  | As       | O                       | S                         | Se                            |
| ----------- | ----------------------------------------------------------------------- | ---------------------------------- | -------- | ----------------------- | ------------------------- | ----------------------------- |
| 1           | 1-azoline (1-pyrroline) 2-azoline (2-pyrroline) 3-azoline (3-pyrroline) | dihydrophosphole                   | arsoline | oxole (dihydrofurane)   | dihydrothiophène (thiole) | dihydrosélénophène (sélénole) |
| 2           | 1,2-diazoline (pyrazoline) 1,3-diazoline (imidazoline)                  | dihydrodiphosphole (diphospholine) | -        | 1,2-dioxole 1,3-dioxole | dithiole                  | -                             |
| 3           | 1,2,3-triazoline 1,2,4-triazoline                                       | -                                  | -        | trioxole                | trithiole                 | -                             |
| 4           | tétrazoline                                                             | -                                  | -        | -                       | -                         | -                             |
| 5           | pentazoline                                                             | -                                  | -        | -                       | -                         | -                             |

### (5,2)
cyclopentadiène
| hétéroatome | N                                                       | P              | As          | O      | S         | Se          |
| ----------- | ------------------------------------------------------- | -------------- | ----------- | ------ | --------- | ----------- |
| 1           | azole (pyrrole)                                         | phosphole      | arsole      | furane | thiophène | sélénophène |
| 2           | 1,2-diazole (pyrazole) 1,3-diazole (imidazole)          | diphosphole    | diarsole    | -      | -         | -           |
| 3           | 1,2,3-triazole (V-triazole) 1,2,4-triazole (S-triazole) | triphosphole   | triarsole   | -      | -         | -           |
| 4           | tétrazole                                               | tétraphosphole | tétraarsole | -      | -         | -           |
| 5           | pentazole                                               | pentaphosphole | -           | -      | -         | -           |

### (6,0)
cyclohexane
| hétéroatome | N                                                  | P                                                              | As                | O                             | S                     | Se                                       |
| ----------- | -------------------------------------------------- | -------------------------------------------------------------- | ----------------- | ----------------------------- | --------------------- | ---------------------------------------- |
| 1           | pipéridine (azinane)                               | phosphinane                                                    | arsinane          | oxane (tétrahydropyrane)      | thiane                | sélénane                                 |
| 2           | 1,3-diazinane pipérazine (1,4-diazinane)           | 1,2-diphosphinane 1,3-diphoshinane 1,4-diphosphinane           | -                 | 1,X-dioxane, X=2,3,4          | 1,X-dithiane, X=2,3,4 | 1,X-disélénane, X=2,3,4                  |
| 3           | 1,2,3-triazinane 1,2,4-triazinane 1,3,5-triazinane | 1,2,3-triphosphinane 1,2,4-triphosphinane 1,3,5-triphosphinane | 1,3,5-triarsinane | 1,2,4-trioxane 1,3,5-trioxane | 1,3,5-trithiane       | 1,3,5-trisélénane                        |
| 4           | 1,2,4,5-tétrazinane                                | 1,2,3,4-tétraphosphinane 1,2,4,5-tétraphosphinane              | -                 | 1,2,4,5-tétraoxane            | 1,2,4,5-tétrathiane   | 1,2,4,5-tétrasélénane                    |
| 5           | -                                                  | pentaphosphinane                                               | -                 | pentaoxane                    | pentathiane           | -                                        |
| 6           | -                                                  | hexaphosphinane                                                | -                 | hexaoxane                     | hexathiane            | cyclohexamère de sélénium (hexasélénane) |

### (6,1)
cyclohexène
|   | N | P                             | As | O                                                                                               | S | Se                  |
| - | --- | ----------------------------- | -- | ----------------------------------------------------------------------------------------------- | --- | ------------------- |
| 1 | (tétrahydropyridine) 1-pipéridéine 2-pipéridéine 3-pipéridéine | 1,2,3,6-tétrahydrophosphinine | -  | 2,3-dihydro-2H-pyrane 3,4-dihydro-2H-pyrane                                                     | dihydrothiapyrane (3,4-dihydro-2H-thiopyrane) δ-dihydrothiapyrane (3,6-dihydro-2H-thiopyrane)                                             | 2,3-dihydrosélénine |
| 2 | 1,2,3,6-tétrahydropyridazine 1,2,3,4-tétrahydropyridazine 1,4,5,6-tétrahydropyridazine 3,4,5,6-tétrahydropyridazine 1,2,3,4-tétrahydropyrimidine 1,2,5,6-tétrahydropyrimidine 1,4,5,6-tétrahydropyrimidine 1,2,3,4-tétrahydropyrazine 1,2,3,6-tétrahydropyrazine                                                                             | -                             | -  | 3,4-dihydro-1,2-dioxine 3,6-dihydro-1,2-dioxine 2,4-dihydro-1,3-dioxine 2,3-dihydro-1,4-dioxine | 1,2-dithiacyclohex-4-ène (1,2-dtch-4) 3,4-dihydrodithiine = 1,2-dtch-5 4H-1,3-dithiine = 1,3-dtch-4 2,3-dihydro-1,4-dithiine = 1,4-dtch-2 | dihydrodisélénine   |
| 3 | 1,4,5,6-tétrahydrotriazine 1,2,5,6-tétrahydrotriazine 1,2,3,4-tétrahydrotriazine 3,4,5,6-tétrahydro-1,2,4-triazine 2,3,4,5-tétrahydro-1,2,4-triazine 1,2,3,4-tétrahydro-1,2,4-triazine 1,2,5,6-tetrahydro-1,2,4-triazine 1,2,3,4-tetrahydro-1,3,5-triazine                                                                                   | -                             | -  | trioxine                                                                                        | 4H-1,2,3-trithiine 1,2,4-trithiine | -                   |
| 4 | 1,2,3,4-tétrahydro-1,2,3,4-tétrazine 2,3,4,5-tétrahydro-1,2,3,4-tétrazine 3,4,5,6-tétrahydro-1,2,3,4-tétrazine 1,4,5,6-tétrahydro-1,2,3,4-tétrazine 1,2,3,4-tétrahydro-1,2,3,5-tétrazine 2,3,4,5-tétrahydro-1,2,3,5-tétrazine 3,4,5,6-tétrahydro-1,2,3,5-tétrazine 1,4,5,6-tétrahydro-1,2,4,5-tétrazine 3,4,5,6-tétrahydro-1,2,4,5-tétrazine | -                             | -  | tétraoxine                                                                                      | tétrathiine (1,2,3,4-tétrathiine) | -                   |
| 5 | - | -                             | -  | -                                                                                               | - | -                   |
| 6 | - | -                             | -  | -                                                                                               | - | -                   |

### (6,2)
cyclohexadiène
| hétéroatome | N                | P                                             | As                         | O                       | S                                | Se                                     |
| ----------- | ---------------- | --------------------------------------------- | -------------------------- | ----------------------- | -------------------------------- | -------------------------------------- |
| 1           | dihydroazine     | 1,2-dihydrophosphinine 1,4-dihydrophosphinine | -                          | 2H-pyrane 4H-pyrane     | 2H-thiine (thiapyrane) 4H-thiine | 2H-sélénine (sélénapyrane) 4H-sélénine |
| 2           | dihydrodiazine   | dihydrodiphosphinine                          | 1,4-dihydro-1,4-diarsinine | 1,2-dioxine 1,4-dioxine | 1,2-dithiine 1,4-dithiine        | 1,2-disélénine 1,4-disélénine          |
| 3           | dihydrotriazine  | -                                             | -                          | -                       | -                                | -                                      |
| 4           | dihydrotétrazine | -                                             | -                          | -                       | -                                | -                                      |
| 5           | dihydropentazine | -                                             | -                          | -                       | -                                | -                                      |
| 6           | dihydrohexazine  | -                                             | -                          | -                       | -                                | -                                      |

### (6,3)
benzène
| hétéroatome | N                                                                        | P                          | As       | O        | S                             | Se                                |
| ----------- | ------------------------------------------------------------------------ | -------------------------- | -------- | -------- | ----------------------------- | --------------------------------- |
| 1           | azine (pyridine)                                                         | phosphinine (phosphorine)  | arsinine | pyranium | thiinium                      | séléninium (cation benzasélénium) |
| 2           | 1,2-diazine (pyridazine) 1,3-diazine (pyrimidine) 1,4-diazine (pyrazine) | 1,X-diphosphinine, X=2,3,4 | -        | -        | 1,3-dithiinium 1,4-dithiinium | -                                 |
| 3           | 1,2,3-triazine 1,2,4-triazine 1,3,5-triazine                             | 1,3,5-triphosphinine       | -        | -        | -                             | -                                 |
| 4           | 1,2,3,4-tétrazine 1,2,3,5-tétrazine 1,2,4,5-tétrazine                    | 1,2,4,5-tétraphosphinine   | -        | -        | -                             | -                                 |
| 5           | pentazine                                                                | -                          | -        | -        | -                             | -                                 |
| 6           | hexazine                                                                 | hexaphosphinine            | -        | -        | -                             | -                                 |

### (7,0)
cycloheptane
| hétéroatome | N            | P             | As       | O            | S                           | Se                                   |
| ----------- | ------------ | ------------- | -------- | ------------ | --------------------------- | ------------------------------------ |
| 1           | azépane      | phosphépane   | arsépane | oxépane      | thiépane                    | sélénépane                           |
| 2           | diazépane    | diphosphépane | -        | dioxépane    | dithiépane                  | disélénépane                         |
| 3           | triazépane   | -             | -        | trioxépane   | trithiépane                 | trisélénépane                        |
| 4           | tétraazépane | -             | -        | tétraoxépane | tétrathiépane               | tétrasélénépane                      |
| 5           | -            | -             | -        | -            | pentathiépane               | -                                    |
| 6           | -            | -             | -        | -            | hexathiépane                | -                                    |
| 7           | -            | -             | -        | -            | heptathiépane (heptasoufre) | heptasélénépane (cycloheptasélénium) |

### (7,3)
cycloheptatriène
| hétéroatome | N            | P              | As       | O                                                             | S                                                   | Se                           | B        |
| ----------- | ------------ | -------------- | -------- | ------------------------------------------------------------- | --------------------------------------------------- | ---------------------------- | -------- |
| 1           | azépine      | phosphépine    | arsépine | oxépine                                                       | thiépine                                            | sélénépine                   | borépine |
| 2           | diazépine    | diphosphépine  | -        | dioxépinium dioxépine correspond à un cycle (7,2)             | dithiépinium dithiépine correspond à un cycle (7,2) | même nomenclature que O ou S | -        |
| 3           | triazépine   | triphosphépine | -        | 1,2,3-trioxépine = cycle (7,2) 1,3,5-trioxépine = cycle (7,1) | idem                                                | -                            | -        |
| 4           | tétraazépine | -              | -        | -                                                             | 1,2,3,4- tétrathiépine = cycle (7,1)                | -                            | -        |
| 5           | -            | -              | -        | -                                                             | 1,2,3,4,5- pentathiépine = cycle (7,1)              | -                            | -        |
| 6           | hexaazépine  | -              | -        | -                                                             | -                                                   | -                            | -        |
| 7           | -            | -              | -        | -                                                             | -                                                   | -                            | -        |

### (8,0)
cyclooctane
| hétéroatome | N                                         | P              | As       | O             | S                                            | Se                            |
| ----------- | ----------------------------------------- | -------------- | -------- | ------------- | -------------------------------------------- | ----------------------------- |
| 1           | azocane                                   | phosphocane    | arsocane | oxocane       | thiocane                                     | sélénocane                    |
| 2           | diazocane                                 | diphosphocane  | -        | 1,3-dioxocane | 1,2-dithiocane 1,3-dithiocane 1,5-dithiocane | 1,2-sélénocane 1,5-sélénocane |
| 3           | triazocane                                | triphosphocane | ?        | ?             | ?                                            | ?                             |
| 4           | 1,3,5,7-tétraazocane 1,2,5,6-tétraazocane | ?              | ?        | ?             | ?                                            | 1,3,5,7-tétrasélénocane       |
| 5           | -                                         | ?              | ?        | ?             | ?                                            | ?                             |
| 6           | -                                         | ?              | ?        | ?             | ?                                            | ?                             |
| 7           | -                                         | ?              | ?        | ?             | heptathiocane                                | ?                             |
| 8           | -                                         | ?              | ?        | ?             | anneau S8                                    | ?                             |

### (8,3)
cyclooctatriène
| hétéroatome | N              | P | As | O       | S        | Se |
| ----------- | -------------- | - | -- | ------- | -------- | -- |
| 1           | dihydroazocine | ? | ?  | oxocine | thiocine | ?  |
| 2           | ?              | ? | ?  | ?       | ?        | ?  |
| 3           | ?              | ? | ?  | ?       | ?        | ?  |
| 4           | ?              | ? | ?  | ?       | ?        | ?  |
| 5           | ?              | ? | ?  | ?       | ?        | ?  |
| 6           | ?              | ? | ?  | ?       | ?        | ?  |
| 7           | ?              | ? | ?  | ?       | ?        | ?  |

### (8,4)
cyclooctatétraène
| hétéroatome | N       | P | As | O | S | Se |
| ----------- | ------- | - | -- | - | - | -- |
| 1           | azocine | ? | ?  | ? | ? | ?  |
| 2           | ?       | ? | ?  | ? | ? | ?  |
| 3           | ?       | ? | ?  | ? | ? | ?  |
| 4           | ?       | ? | ?  | ? | ? | ?  |
| 5           | ?       | ? | ?  | ? | ? | ?  |
| 6           | ?       | ? | ?  | ? | ? | ?  |
| 7           | ?       | ? | ?  | ? | ? | ?  |

### (9,4)
cyclononatétraène
| hétéroatome | N       | P | As | O | S | Se |
| ----------- | ------- | - | -- | - | - | -- |
| 1           | azonine | ? | ?  | ? | ? | ?  |
| 2           | ?       | ? | ?  | ? | ? | ?  |
| 3           | ?       | ? | ?  | ? | ? | ?  |
| 4           | ?       | ? | ?  | ? | ? | ?  |
| 5           | ?       | ? | ?  | ? | ? | ?  |
| 6           | ?       | ? | ?  | ? | ? | ?  |
| 7           | ?       | ? | ?  | ? | ? | ?  |

## Hétérocycles avec plusieurs types d'hétéroatomes

### N / O
- (4,0) :

oxazétane
- (5,0) :

oxazolane ou oxazolidine
- (5,2) :

1-oxa, 2-aza = isoxazole
1-oxa, 3-aza = oxazole
1,2,4-oxadiazole
1,3,4-oxadiazole
- (6,0) :

1-oxa, X-aza (X=2,3,4): tétrahydro-1,X-oxazine (oxazinane)
1-oxa, 4-aza : morpholine
- (6,2) :

1-oxa, X-aza (X=2,3,4): 1,X-oxazine
- (7,0):

oxazépane
- (7,3):

oxazépine
- (8,0) :

oxazocane

### N / S
- (4,0) :

thiazétane
- (5,0) :

1-thia, 2-aza = isothiazolidine (thiazolane)
1-thia, 3-aza = thiazolidine
- (5,1) :

1-thia, 2-aza = isothiazoline
1-thia, 3-aza = thiazoline
- (5,2) :

1-thia, 2-aza = isothiazole
1-thia, 3-aza = thiazole
1,3,4-thiadiazole
- (6,0) :

thiazinane
- (6,2) :

thiazine
- (8,0) :

thiazocane

### N / P
- (5,0) :

azaphospholidine
- (6,0) :

1,2,4,5-tétraaza-3,6-diphosphinane
- (6,nombre de double liaison varié)[58] :

1-aza-X-phosphirine, X=2,3,4
1,2-diaza-3-phosphorine
1,2-diaza-4-phosphorine
1,3-diaza-4-phosphorine
1,3-diaza-5-phosphorine
1,4-diaza-2-phosphorine
1,2,4-triaza-5-phosphorine
1-aza-2,6-diphosphorine
1,3-diaza-2,4-diphosphorine
1,3-diaza-4,6-diphosphorine
1,4-diaza-2,5-diphosphorine
1,3-diaza-2,4,6-triphosphorine

### As / O / S
- (8,0):

1-oxa-4,6-dithia-5-arsocane

### O / S
- (5,0) :

oxathiolane
- (5,1) :

oxathiole
- (6,0) :

thioxane